# Suita Gotycka
Suita Gotycka (op. 25) — suita na organy skomponowana przez Léona Boëllmanna w 1895 r.
1. Introdukcja — chorał (c-moll)
2. Menuet gotycki (C-dur)
3. Modlitwa (oryg. Prière à Notre-Dame, As-dur)
4. Toccata (c-moll)

Suita składa się z czterech części. Pierwsza (Introdukcja — chorał), w tonacji c-moll, to trzy frazy na przemian prezentowane głosami głównymi i pedałowymi, a następnie ciszej imitowane głosami sekcji żaluzjowej. Część druga to Menuet w takcie 3/4, wprowadzający ożywienie i pogodny nastrój swoim tempem i tonacją C-dur. Część trzecia (Modlitwa) to wyjątkowo piękny liczyczny utwór. Utrzymany w tonacji As-dur, prawie cały czas grany jest piano, zupełnie nie zapowiadając dynamicznej następnej części. Modlitwa jest dość często wykonywana podczas ślubów. Suita kończy się Toccatą, będącą jednym z najbardziej znanych finałów skomponowanych na organy. Toccata, napisana podobnie jak Introdukcja w c-moll, ma melodię graną na głosach pedałowych z towarzyszeniem rozłożonych akordów na manuałach. Posiada konstrukcję zbliżoną do ABAB’AB”A’, gdzie każde kolejne wystąpienie A ma szerszą rejestrację i większą dynamikę, począwszy od pp, na fff kończąc. Ostatni akord zawiera tercję pikadryjską.
Suita doczekała się transkrypcji na dwa fortepiany i osiem rąk (komp. L. Roques), orkiestrę dętą (E. Ball), flet z towarzyszeniem gitary (H. Kok; tylko Menuet i Modlitwa) oraz fortepian (G. Ziegler; Toccata).